# Jean-Baptiste Tavernier

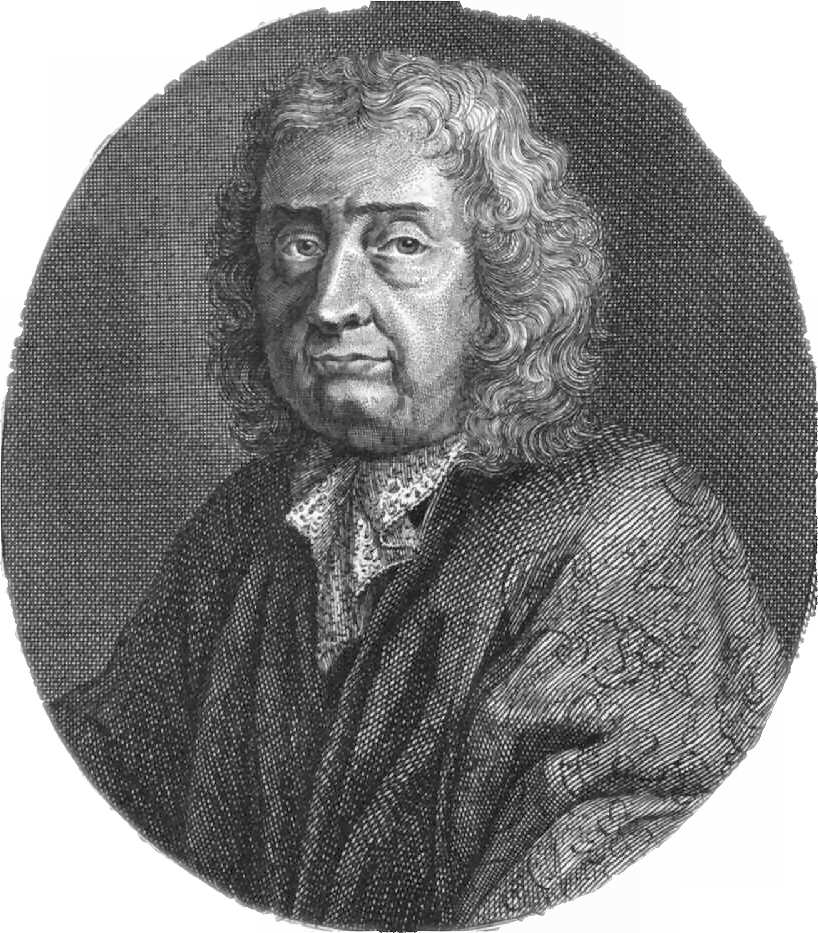
Jean-Baptiste Tavernier

Jean-Baptiste Tavernier (ur. 1605 w Paryżu, zm. lipiec 1689 w Moskwie) – francuski podróżnik, kupiec, jako jeden z pierwszych rozpoczął wymianę handlową z Indiami. Z jego osobą łączy się legenda o niebieskim diamencie Ludwika XIV. Miał on sprzedać monarsze 112 karatowy niebieski minerał pochodzący z Indii. Diament w czasach Ludwika XVI stał się częścią orderu złotego runa. W 1792 roku klejnot został skradziony, by ponownie pojawić się w Londynie jako Diament Hope’a. Miał być on obarczony klątwą.

## Lata edukacji
Ojciec Jean-Baptiste’a, Gabriel Tavernier, zajmował się geografią (m.in. sprzedawał mapy 
Antwerpii), a wuj, Melchior Tavernier, rytownictwem. Gabriel Tavernier, jako wyznawca protestantyzmu, był w Antwerpii prześladowany, więc uciekł do Francji. Ze względu na sytuację rodziny Tavernier bardzo wcześnie zasmakował w podróżach. Do szesnastego roku życia odwiedził Anglię, Niderlandy i Niemcy. W latach 1624-1629 służył na dworze wicekróla Węgier, a następnie spędził rok na dworze Karola I Gonzagi, księcia Mantui i Rethel, oraz jego ojca, Ludwika Gonzagi, księcia Nevers i Mantui. Służba pozwoliła mu doskonale poznać dworskie obyczaje, co później okazało się dla niego bardzo przydatne. Zdobył także pewne doświadczenie wojskowe – w 1629 roku w Mantui i rok później w Niemczech, u boku pułkownika Waltera Butlera, który przeszedł do historii w związku ze śmiercią Albrechta von Wallensteina.

## Podróże
Do 1630 roku Tavernier, oprócz znanej mu już Francji, Anglii i Niderlandów, poznał także Włochy, Szwajcarię, Polskę i Węgry i nauczył się mówić w głównych językach tych krajów. Zapragnął pojechać do Azji. W Ratyzbonie spotkał dwóch francuskich zakonników wyjeżdżających na misję do krajów Lewantu i dołączył do nich. Na początku 1631 roku dotarli do Konstantynopola, gdzie Tavernier spędził 11 miesięcy. Następnie odwiedził także inne tureckie miasta, Tokat i Erzurum, oraz dzisiejszą stolicę Armenii – Erywań. Podczas pierwszej podróży Tavernier dotarł do irańskiego miasta Isfahan, po czym odwiedzając Bagdad, Aleppo, İskenderun, Maltę oraz Włochy, w 1633 roku powrócił do Paryża.

O kolejnych pięciu latach jego życia wiadomo niewiele. Prawdopodobnie w tym okresie służył na dworze księcia Orleanu. We wrześniu 1638 roku Tavernier rozpoczął swoją drugą podróż (1638-1643) przez Aleppo i Persję aż do miast Agra i Golkonda w południowo-środkowych Indiach. Jego wizyty na dworze Wielkich Mogołów oraz w kopalniach diamentów zapoczątkowały kolejne wyprawy. Cztery następne podróże Tavernier odbył jako kupiec wysokiej rangi, negocjował ceny klejnotów i innych drogocennych towarów, a do jego głównych klientów należeli najwięksi książęta Wschodu. Podczas trzeciej podróży w tamte rejony (1643-1649) Tavernier dotarł aż na wyspę Jawa, a wrócił przez Kapsztad.

Podczas kolejnych trzech podróży (1651-1655, 1657-1662, 1664-1668) podróżnik nie dojechał dalej niż do Indii. Szczegóły tych wypraw są w większości nieznane, jednak pokazują doskonałą znajomość szlaków handlowych Orientu. Kupiec, zyskawszy sławę, nawiązał zażyłe stosunki z największymi indyjskimi potentatami, a także perskim szachem. Dzięki podróżom Tavernier zyskał również olbrzymią fortunę i wielką sławę we Francji. Został przedstawiony ówczesnemu królowi Francji, Ludwikowi XIV, na zlecenie którego jeździł na wschód w celach handlowych. 16 lutego 1669 roku król nadał Tavernierowi tytuł szlachecki, co umożliwiło mu rok później zakup baronostwa Aubonne (dzisiejsza Szwajcaria) wraz z zamkiem. Tavernier zastąpił oryginalny donżon białą wieżą w stylu orientalnym zwieńczoną dachem w kształcie cebuli, która przypominała minaret.
W 1662 roku poślubił Madeleine Gosse, córkę paryskiego jubilera.

## Dzieła
Korzystając ze swojego dogodnego położenia – swobody działań i protekcji najwyższego szczebla, Tavernier, prawdopodobnie na królewskie życzenie, zajął się publikacją sprawozdania ze swoich podróży. Choć jako obserwator przemierzanych krain nie miał przygotowania naukowego, we wszystkim, co odnosiło się do handlu regionalnego tych obszarów, jego wiedza była niezwykle szeroka i nie miała sobie równych. Tavernier zabrał się zatem do pracy z pomocą protestanckiego jak on pisarza Samuela Chappuzeau i stworzył „Nową relację z wnętrza pałacu Wielkiego Seniora” (Paryż, 1675), na podstawie dwóch wizyt w Konstantynopolu w trakcie jego pierwszej i szóstej podróży.

Następnie powstało „Sześć podróży J.B. Taverniera” (Paryż, 1676) i uzupełnienie zatytułowane „Zbiór relacji” (Paryż, 1679). Ta ostatnia praca zawiera opis Japonii spisany m.in. na podstawie relacji handlowców oraz opis Tonkinu pochodzący z obserwacji jego brata Daniela, który towarzyszył Tavernierowi w drugiej podróży i zamieszkał w ówczesnej Batawii. „Zbiór…” zawiera również wyraźny atak na działaczy Holenderskiej Kompanii Wschodnioindyjskiej, z którymi Tavernier prawdopodobnie miał sporo problemów. W 1684 w odpowiedzi na zaproszenie Fryderyka Wilhelma – Wielkiego Elektora, przybył do Berlina, aby zorganizować handel na Wschodzie. Plan ten jednak nigdy nie został zrealizowany.
Mimo że relacje z podróży Taverniera są często przedrukowywane i tłumaczone, mają pewną wadę: są pełne dygresji, a miejscami wręcz niezrozumiałe. Autor często porzuca kolejność chronologiczną na rzecz notatek opisujących szlaki, które dotyczą najróżniejszych miejsc. Jednak z całą pewnością prace Taverniera doskonale spełniały rolę przewodnika  dla innych handlowców, zawierającego wszystkie przydatne informacje, jak np. obowiązująca waluta, najczęstszy kurs wymiany, różne jednostki miary i wagi, zasady  handlowe i reguły taryfikacji celnej.

Voltaire nie doceniał dziennika podróży Taverniera i twierdził, że „nie nauczył się z nich niczego prócz nazw wielkich ulic i diamentów”. Jednak Monteskiusz zaczerpnął zeń wiele dla swoich „Listów perskich”.

## Ostatnia podróż
O ostatnich latach życia Taverniera wiadomo niewiele. Po zniesieniu edyktu nantejskiego skończyły się dobre czasy dla protestantów i niektórzy przypuszczali nawet, że Tavernier był przez pewien czas więziony w Bastylii. Biograf Charles Joret szybko obalił tę nieprawdopodobną tezę. To, czego jesteśmy pewni, to fakt, że w 1687 wyjechał z Paryża do Szwajcarii, i że w 1689 podróżując do Persji przez Rosję zatrzymał się w Kopenhadze oraz że tego samego roku zmarł w Moskwie. Okazuje się, że Tavernier miał stałe relacje handlowe ze Wschodem. Wiemy, że Fryderyk Wilhelm zachęcał go do powrotu w te strony kilka lat wcześniej. Jednak prawdziwy powód tej podróży pozostaje tajemnicą, a hipotezy powstałe na ten temat zakrawają na legendę. Zgodnie z tym, co napisał Tavernier, przez 40 lat odwiedził on 60 000 miejsc. Daje to nie mniej niż 240 tys. km, co na tamte czasy stanowiło absolutny rekord.

W 2005 roku z okazji czterechsetnej rocznicy urodzin Taverniera szwajcarski reżyser Philippe Nicolet poświęcił mu film długometrażowy Podróże na Wschód barona z Aubonne. Rzeźbiarz Jacques Basler, również szwajcarskiego pochodzenia, stworzył posąg w brązie wiernie przedstawiający największego podróżnika, jakiego widział świat XVII wieku. Góruje nad Jeziorem Genewskim w Chexbres (Szwajcaria) na terenie hotelu imienia Taverniera – L’hôtel Le Baron Tavernier.